# Sačiko Jamašita
Sačiko Jamašita (japonsko 山下 佐知子), japonska atletinja, * 20. avgust 1964, Osaka, Japonska.
Nastopila je na poletnih olimpijskih igrah leta 1992, ko je osvojila četrto mesto v maratonu. Na svetovnih prvenstvih je osvojila srebrno medaljo v isti disciplini leta 1991. Istega leta je osvojila Nagojski maraton.